# Tiro nos Jogos Paralímpicos de Verão de 2012 - Carabina de ar 10 m masculino SH1
A prova de carabina de ar 10 metros masculino na classe SH1 do tiro nos Jogos Paralímpicos de Verão de 2012 foi disputada no dia 31 de agosto no The Royal Artillery Barracks, em Londres.

## Medalhistas
| Ouro   | CHN Chao Dong       |
| Prata  | SWE Jonas Jacobsson |
| Bronze | AUS Natalie Smith   |

## Resultados

### Fase de qualificação
| Pos. | Atleta                      | 1   | 2  | 3   | 4   | 5   | 6   | Total | Shoot-out | Notas |
| ---- | --------------------------- | --- | -- | --- | --- | --- | --- | ----- | --------- | ----- |
| 1    | CHN Dong Chao               | 98  | 99 | 100 | 100 | 100 | 99  | 596   |           | Q =   |
| 2    | GER Josef Neumaier          | 98  | 99 | 99  | 99  | 99  | 100 | 594   |           | Q     |
| 3    | SWE Jonas Jacobsson         | 99  | 98 | 99  | 100 | 99  | 98  | 593   |           | Q     |
| 4    | KOR Shim Young-Jip          | 98  | 99 | 99  | 98  | 99  | 100 | 593   |           | Q     |
| 5    | KOR Lee Seung-Chul          | 98  | 98 | 100 | 98  | 99  | 98  | 591   |           | Q     |
| 6    | UKR Iurii Stoiev            | 100 | 98 | 97  | 97  | 99  | 100 | 591   |           | Q     |
| 7    | SLO Franc Pinter            | 97  | 98 | 98  | 99  | 98  | 100 | 590   |           | Q     |
| 8    | UAE Abdulla Sultan Alaryani | 99  | 98 | 97  | 98  | 98  | 99  | 589   | 51.6      | Q     |
| 9    | CHN Gou Dingchao            | 99  | 98 | 95  | 98  | 100 | 99  | 589   | 50.7      |       |
| 10   | GBR Nathan Milgate2         | 96  | 99 | 97  | 99  | 97  | 100 | 588   |           |       |
| 11   | SWE Hakan Gustafsson        | 99  | 99 | 96  | 98  | 99  | 97  | 588   |           |       |
| 12   | GER Norbert Gau             | 98  | 96 | 99  | 100 | 99  | 96  | 588   |           |       |
| 13   | UAE Obaid Aldahmani         | 97  | 97 | 97  | 99  | 98  | 99  | 587   |           |       |
| 14   | KOR Jae Yong-Sim            | 97  | 97 | 96  | 98  | 98  | 97  | 583   |           |       |
| 15   | AUS Ashley Philip Adams     | 95  | 99 | 98  | 95  | 100 | 96  | 583   |           |       |
| 16   | THA Phiraphong Buengbok     | 97  | 97 | 99  | 95  | 97  | 95  | 580   |           |       |
| 17   | SRB Laslo Suranji           | 97  | 96 | 97  | 96  | 98  | 96  | 580   |           |       |
| 18   | AUS Matthew Skelhon         | 96  | 97 | 97  | 98  | 94  | 97  | 579   |           |       |
| 19   | ITA Jacopo Cappelli         | 95  | 95 | 98  | 96  | 97  | 97  | 578   |           |       |
| 20   | UKR Andrii Doroshenko       | 96  | 97 | 94  | 98  | 96  | 97  | 578   |           |       |
| 21   | TPE Liu Wen-chang           | 97  | 91 | 97  | 95  | 100 | 96  | 576   |           |       |
| 22   | SWE Fredrik Larsson         | 94  | 96 | 98  | 97  | 95  | 93  | 573   |           |       |
| 23   | TUR Savaş Üstün             | 93  | 96 | 96  | 96  | 95  | 97  | 573   |           |       |
| 24   | IND Naresh Kumar Sharma     | 94  | 96 | 97  | 93  | 98  | 93  | 571   |           |       |
| 25   | SVK Radoslav Malenovský     | 93  | 96 | 95  | 96  | 94  | 94  | 568   |           |       |
| 26   | BRA Carlos Garletti         | 94  | 94 | 93  | 94  | 94  | 94  | 563   |           |       |
| 27   | ESP Miquel Orobitg Guitart  | 91  | 91 | 93  | 92  | 94  | 94  | 555   |           |       |
| 28   | SVK Jozef Široký            | 96  | 91 | 88  | 94  | 91  | 94  | 554   |           |       |
| 29   | IRL Sean Baldwin            | 91  | 93 | 93  | 92  | 91  | 93  | 553   |           |       |

### Fase final
| Pos.   | Atleta                      | Qual. | 1    | 2    | 3    | 4    | 5    | 6    | 7    | 8    | 9    | 10   | Final | Total |
| ------ | --------------------------- | ----- | ---- | ---- | ---- | ---- | ---- | ---- | ---- | ---- | ---- | ---- | ----- | ----- |
| Ouro   | CHN Chao Dong               | 596   | 9.5  | 10.2 | 10.0 | 10.7 | 10.4 | 10.9 | 10.3 | 10.9 | 10.6 | 10.0 | 103.5 | 699.5 |
| Prata  | SWE Jonas Jacobsson         | 593   | 10.4 | 10.4 | 10.4 | 10.3 | 9.9  | 9.9  | 10.5 | 10.8 | 10.3 | 10.6 | 103.5 | 696.5 |
| Bronze | GER Josef Neumaier          | 594   | 9.4  | 10.8 | 10.7 | 9.8  | 10.5 | 10.4 | 8.5  | 9.8  | 9.4  | 10.1 | 99.4  | 693.4 |
| 4      | KOR Lee Seung-Chul          | 591   | 10.5 | 10.2 | 10.2 | 10.9 | 10.2 | 9.7  | 9.9  | 10.2 | 10.0 | 10.6 | 102.4 | 693.4 |
| 5      | KOR Shim Young-Jip          | 593   | 10.4 | 9.4  | 10.4 | 10.5 | 9.9  | 10.0 | 9.5  | 10.5 | 10.2 | 9.1  | 99.9  | 692.9 |
| 6      | UKR Iurii Stoiev            | 591   | 10.6 | 10.1 | 10.3 | 10.3 | 10.4 | 10.4 | 10.2 | 9.7  | 9.9  | 9.0  | 100.9 | 691.9 |
| 7      | UAE Abdulla Sultan Alaryani | 589   | 10.5 | 9.7  | 10.4 | 10.5 | 10.2 | 10.3 | 9.7  | 10.3 | 10.6 | 10.6 | 102.8 | 691.8 |
| 8      | SLO Franc Pinter            | 590   | 9.7  | 10.8 | 9.3  | 10.0 | 9.2  | 10.3 | 10.3 | 9.5  | 9.7  | 10.1 | 98.9  | 688.9 |

Legenda
| Recorde mundial      | Recorde mundial (World record)               |                       | Recorde africano                      | Recorde africano (African) |                                           | Q | Classificado por posição (Qualified) |
| Recorde paralímpico  | Recorde paralímpico (Paralympic record)      | Recorde da América    | Recorde da América (Americas)         | q                          | Classificado por melhor tempo (Qualified) |   |                                      |
| Melhor marca do ano  | Melhor marca do ano (World leading)          | Recorde asiático      | Recorde asiático (Asian)              | DNS                        | Não largou (Did not start)                |   |                                      |
| Recorde nacional     | Recorde nacional (National record)           | Recorde europeu       | Recorde europeu (European)            | DNF                        | Não terminou (Did not finish)             |   |                                      |
| Recorde pessoal      | Recorde pessoal do atleta (Personal best)    | Recorde da Oceania    | Recorde da Oceania (Oceania)          | DSQ / DQ                   | Desclassificado (Disqualified)            |   |                                      |
| Recorde da temporada | Recorde da temporada do atleta (Season best) | Recorde sul-americano | Recorde sul-americano (South America) | NM                         | Sem marca (No mark)                       |   |                                      |